# Días de Historia Contemporánea en Braunau

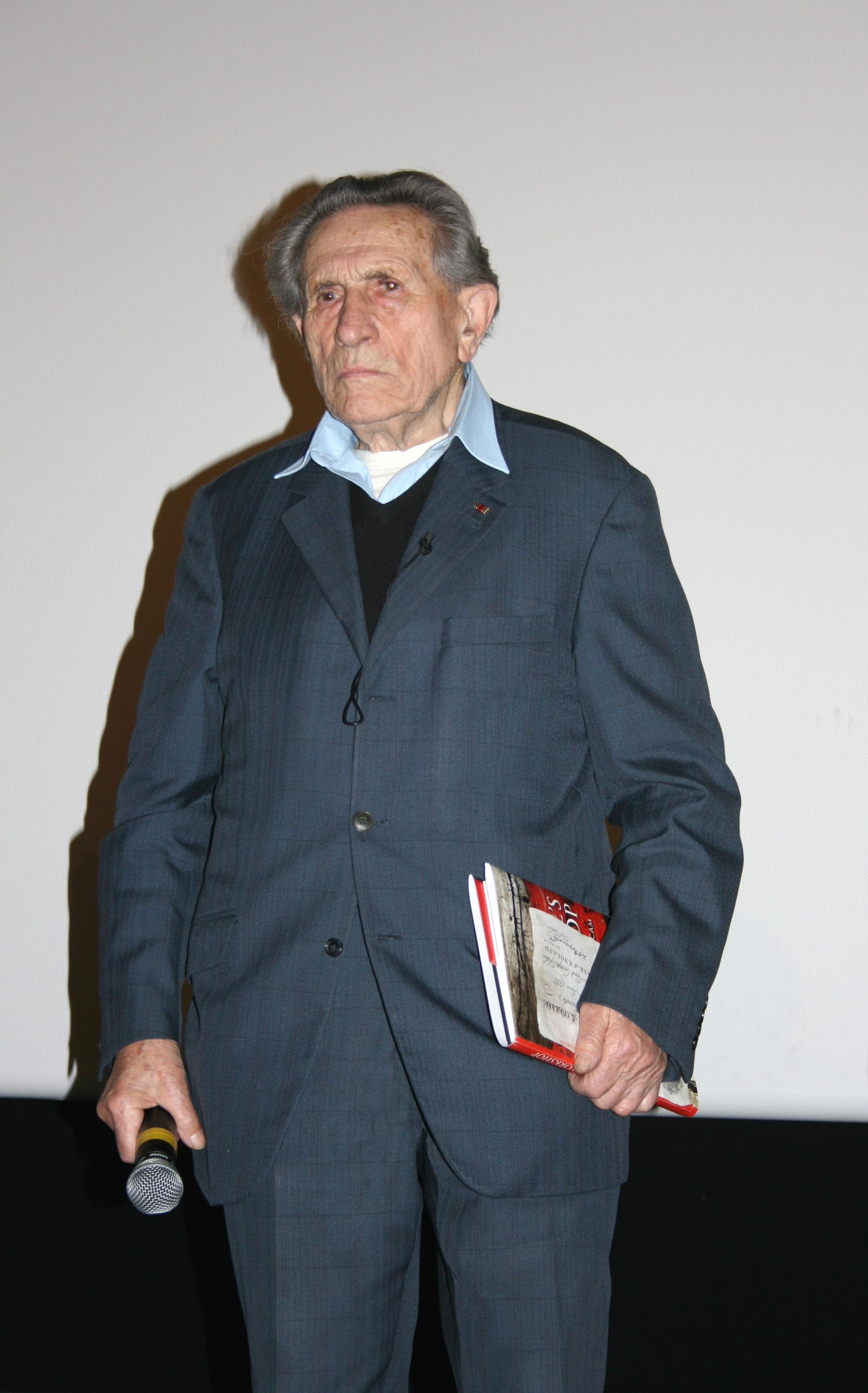
Adolf Burger en el preestreno de Les Faussaires emitido en el UGC Ciné Cité Les Halles, en París.

Los Días de Historia Contemporánea en Braunau (Braunauer Zeitgeschichte-Tage) son conferencias anuales organizadas por la Asociación de Historia Contemporánea desde 1992, bajo la dirección científica de Andreas Maislinger.
Durante los dos primeros años se analizó el proceso de comprensión y aceptación del pasado nazi, la resistencia a las dictaduras y otros temas de interés general en la historia contemporánea. A partir de la edición 2004 los BTZ se orientaron concretamente en la historia de la región del Inn y Baviera. En el 2004 trataron el tema intercambio fronterizo entre Austria y Alemania de 1933 a 1938, así como de la vida cotidiana entre los dos sistemas políticos de la época, y de las diferencias e igualdades de estas regiones vecinas.
Del 23 al 25 de septiembre de 2005 se analizó el trasfondo del Parlamento de Braunau, lo que por corto tiempo unió en aquella época a todos los estamentos sociales bajo el lema «mejor morir bávaro a mezclarse con austriaco».
En 2006 el tema fue la figura de Johann Philipp Palm, un librero de Núremberg fusilado por Napoleón por vender libros que atacasen la figura del emperador francés.

## Temas
- 1992 – „Legado no deseado“: Bautzen, Braunau en el Inn, Dachau, Ebensee, Gori, Gurs, Hartheim, Kielce, Mauthausen, Offenhausen, Oswiecim, Predappio, Redl-Zipf, Theresienstadt, Vichy, Weimar, Wunsiedel
- 1993 – „Trato prohibido“: prisioneros de guerra y trabajadores extranjeros
- 1994 – „Fronteras desplazadas“: conectante y dirimente
- 1995 – „Traición necesaria“: el caso Franz Jägerstätter
- 1996 – „Vecinos amigos“: Alemania y Austria alemana
- 1997 – „Go West“: fascinación EE. UU. después de 1945
- 1998 – „Nombres abrumados“: Nombre y Política
- 1999 – „Encuentro necesario“: albanos, bosnios, croatas, pueblo roma, serbios
- 2000 – „Caminos separados“: alemanes, judíos, austriacos, checos
- 2001 – „Percepción distorsionada“: imagen y realidad del pueblo roma y sinti
- 2002 – „¿Pocas personas justas?“: resistencia y coraje civil en la dictadura
- 2003 – „Vidas paralelas“: Braunau en el Inn, Broumov, Lavarone
- 2004 – „Pequeño tráfico fronterizo“: 1933 hasta1938 en Salzach e Inn
- 2005 – „Parlamento de Braunau“: aristocracia, clero, burgueses, campesinos en 1705
- 2006 – „Héroe involuntario“: Johann Philipp Palm
- 2007 – „Manual Peacemakers “: Dr. Egon Ranshofen-Wekrtheimer
- 2008 - "Fascinación fútbol"
- 2009 - "Mundo reducido": la posada como lugar político
- 2011 - "La delicada herencia" (sobre los pueblos natales de Hitler, Mussolini y Stalin: Braunau, Predappio y Gori, respectivamente)[1]